# Didiciea
Didiciea is een voormalig geslacht uit de orchideeënfamilie, onderfamilie Epidendroideae met twee soorten.
Op het ogenblik worden deze soorten bij het geslacht Tipularia ingedeeld. Zie aldaar voor een beschrijving.
Geslachten: Aplectrum · Calypso · Changnienia · Corallorhiza · Cremastra · Dactylostalix · (Didiciea) · Ephippianthus · Govenia · Oreorchis · Tipularia · Yoania · Wullschlaegelia